# Парфумерний туризм
Парфумерний туризм - різновид туризму, головною метою якого є відвідуванням регіонів, пов'язаних із парфумерною індустрією.

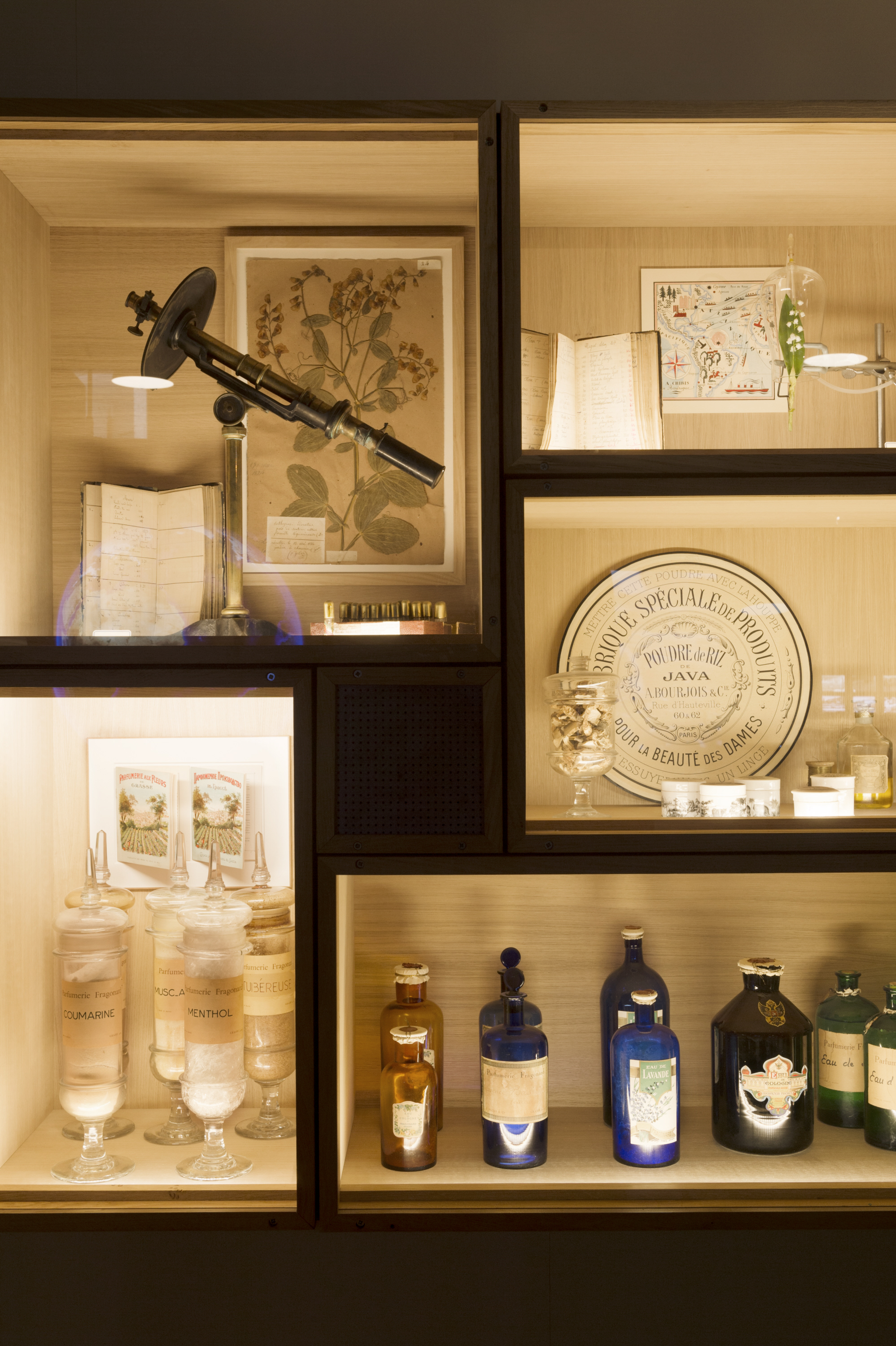
Експонати музею парфуму у Парижі

## Загальний опис
Парфуми (фр. parfumerie у від лат. Per fumum - крізь запах) — сукупність виробів, що застосовуються для ароматизації чого-небудь. Зазвичай парфумерні вироби — це рідкі розчини летючих ароматних речовин. Розчинниками можуть бути спирт, суміш спирту та води, діпропіленгліколь та інші рідини. Ароматичні речовини можуть бути як натурального походження (ефірні олії), так і штучного (синтетичні ароматизатори, наприклад, ванілаль).
У стандартній програмі парфумерного туру - відвідування знаменитих парфумерних домів, участь у створенні нових ароматів, консультації досвідчених парфумерів, теоретичні та практичні заняття в аромостудії.

## Відомі туристичні центри

### Франція, замок Шамроль
Одне з найвідвідуваніших місць парфумерного туризму — замок Шамроль, Франція. Будь-яка з кімнат цього замку — це інтер'єр, де працювали парфумери протягом п'ятьох століть - починаючи від шістнадцятого та закінчуючи двадцятим. Тут можна побачити заморські коробочки, в яких подорожуючі люди привозили трави, пряні кульки, що висять зі стелі, і сухі збори в запорошених приміщеннях, вікна в яких постійно були закриті, аби туди не могла пробратися чума, також в замку можна побачити парфумерний орган з 270 ефірними оліями або пройтися по темних кімнатах, в яких зберігаються тисячі флаконів купажних ароматів старовинних марок.

### Франція, місто Грасс
Не менш відома точка туриста-парфумера — місто Грасс, в цій столиці французької парфумерії, можна на повні груди вдихнути чудові аромати місцевих квітів, полів і лугів. Саме через них Грасс колись став містом парфумерних заводів, які постачали ароматною сировиною майже всю Європу. У 1989 році в Грасі був відкритий єдиний у світі музей парфумерії. Колекція музею налічує понад 50 тисяч експонатів, що ілюструють розвиток парфумерії з античних часів і до наших днів. Щорічно десятки тисяч туристів відвідують музей, щоб насолодитися найвишуканішими ароматами, а також виставкою флаконів для парфумерії всіх можливих форм і розмірів, що використовувалися в різних країнах, починаючи з Древнього Єгипту. На одній з експозицій досконально показаний весь процес виготовлення парфумів – від обробки сировини до розфасовки в фірмові флакони для парфумерії.
Парфумерні традиції Грасса внесено до списку нематеріальної культурної спадщини Франції разом із мистецтвом дзвонових майстрів Шамбері, монетних умільців Парижа, гобеленщиків з Обюссона та годинникарів Безансона. Що ж до парфумерних традицій Грасса, їх шанують настільки, що навіть музичні концерти в місті відбуваються під акомпанемент ароматів, спеціально створених для творів Баха чи Рахманінова.

### Німеччина, місто Кельн
Ще одна ароматична дистинація — місто Кельн, де створено найвідоміший аромат всіх часів і народів, винайшов його Йоганн Марія Фаріна, який приїхав в Кельн і зробив його всесвітньо відомим. У 1709 році Фаріна запустив парфумерну мануфактуру, яка на сьогодні є найстарішим парфумерним підприємством у світі. Свої парфуми він називає EAU DE COLOGNE (одеколон), тобто Кельнська вода.

## Музеї парфуму
Подорожуючі по місцях парфумерного туризму мають знати і про найвідоміші музеї ароматів:
- Найзнаменитіший у світі музей парфумів - Музей парфумерії "Фрагонар" (Musée Fragonard) - у Парижі, Франція.
- Музей Perfumeria GAL, Мадрид, Іспанія).
- Museo del Profumo[3]Мілан, Італія.
- Музей Espaco Perfume, Бразилія.
- Музей парфумерії "Нова зоря", Москва, Росія.
- Музей парфумів, Гавана, Куба.
- Музей ароматів, Каїр, Єгипет.
- Музей Cotsword, Бертон-апон-Тренто, Велика Британія.

## Парфумерний туризм в Україні

### Закарпаття
Закарпаття належить до регіонів, де можна розвивати парфумерний туризм. В першу чергу це Ужгород де діє аромостудія та парфумна миловарня, Мукачево де діє пивна та медова миловарні, а також Атракція «лавандовий замок» в Ужгороді.

## ТОП парфумів
Експерти[які?] визначили кращі парфуми всіх часів[джерело?]:
- Chanel №5.
- Dior Poison.
- Yves Saint Laurent Opium.
- Shalimar (Guerlain).
- Calvin Klein - Euphoria.
- Dior J'adore.
- Lolita Lempicka.

## Галерея

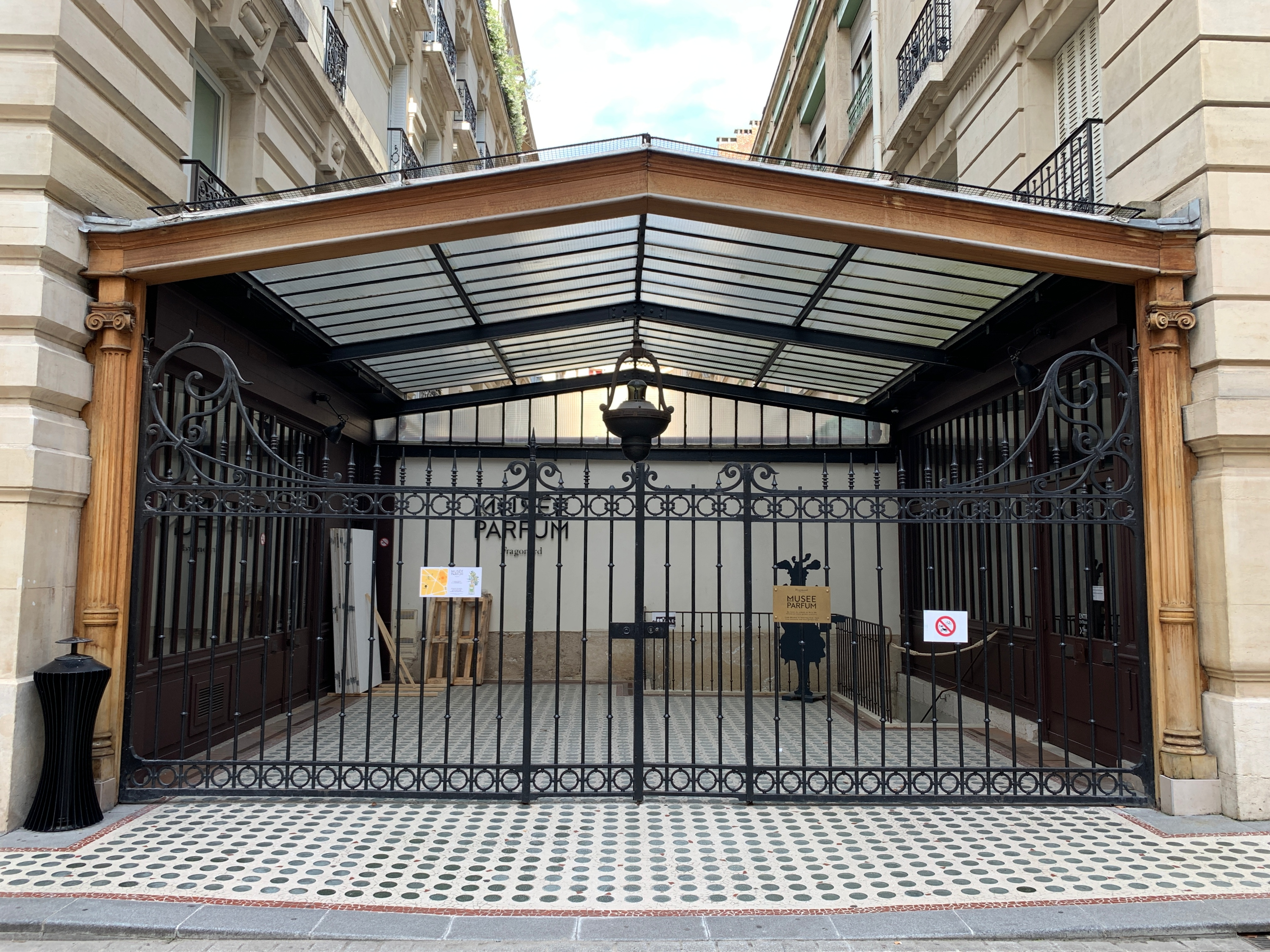
Музей парфумерії "Фрагонар"
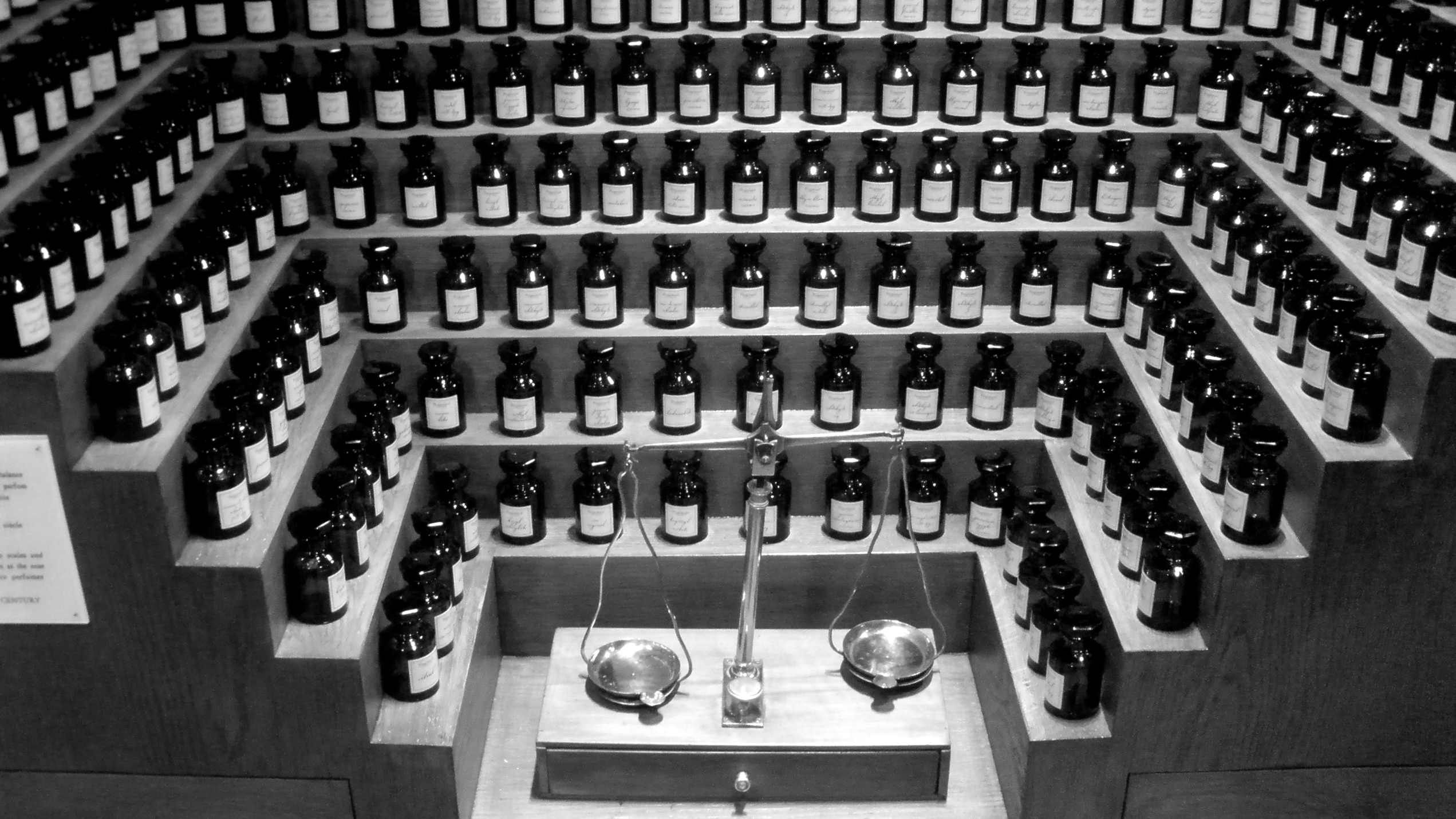
Музей парфумерії "Фрагонар" у Парижі, листопад 2008 року
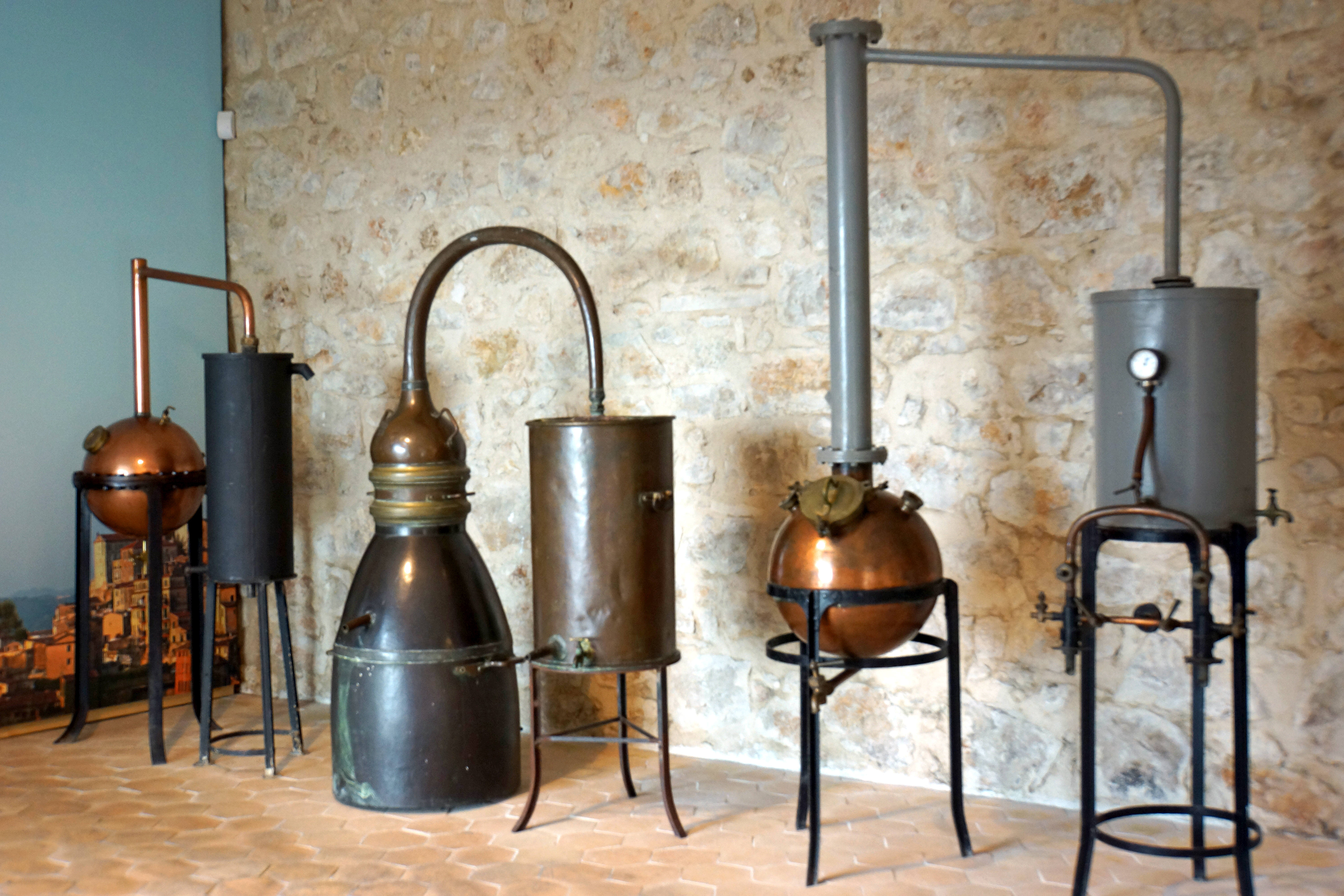
Музейні експонати
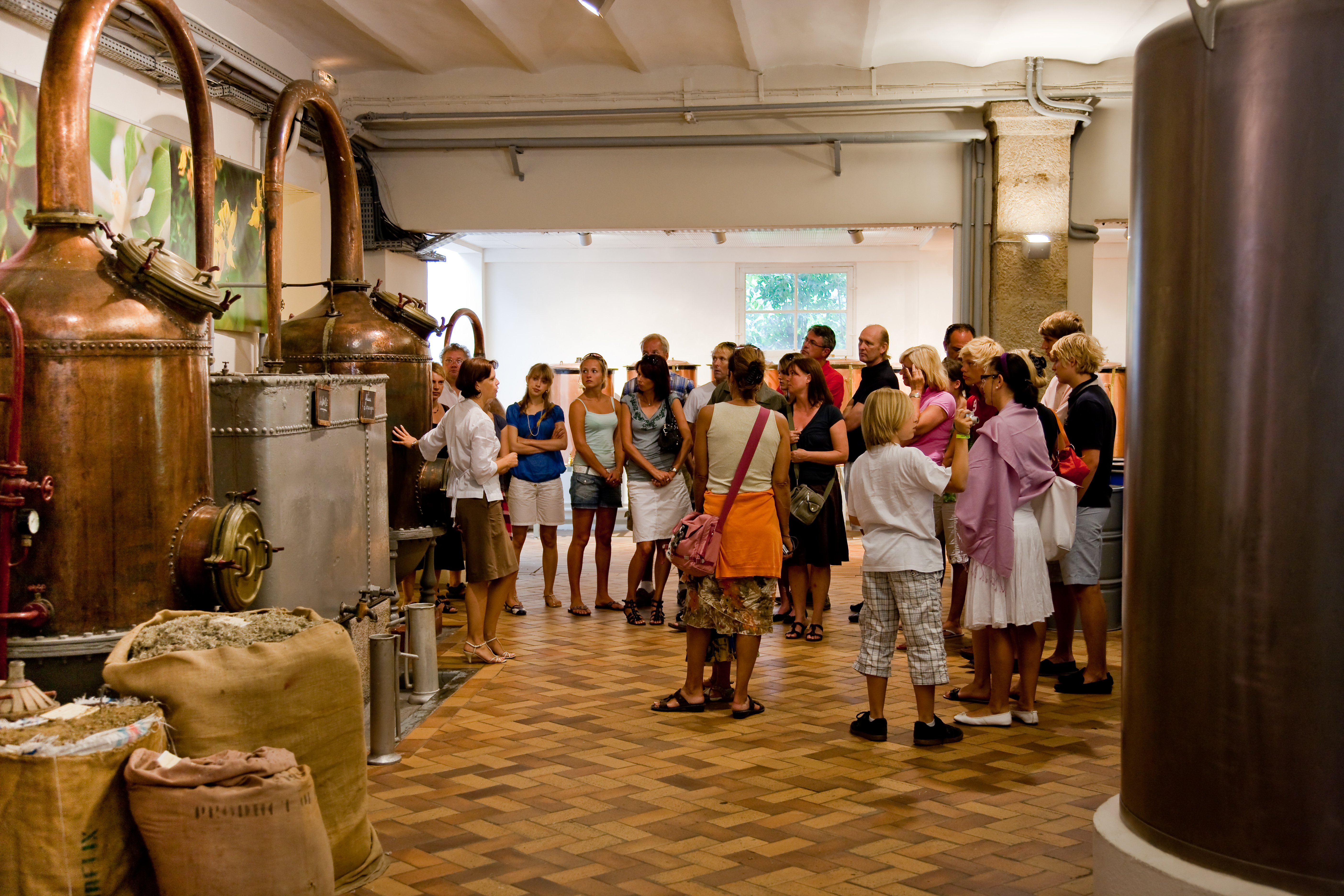
Екскурсія музеєм